# José Guadalupe Montenegro
El coronel José Guadalupe Dionisio Montenegro Vizcaíno fue un militar y político liberal mexicano. Nació el 7 de abril de 1800, en Sayula, Jalisco, siendo hijo del comerciante Diego Mariano Montenegro y Alarcón y de su segunda esposa María Inés Guadalupe Vizcaíno y García. Fue medio hermano del abogado y teólogo Juan Antonio Montenegro, precursor ideológico de la Independencia de México. 

## Independencia
En 1818, a sus 18 años dejó las actividades comerciales de su padre e ingresó en el ejército de la Nueva España, desde donde combatió como soldado a Gordiano Guzmán, quien en ese entonces operaba en el sur de Jalisco. En 1821 se adhirió al Plan de Iguala que declaraba a México como país soberano e independiente. 
En 1828 emprendió acciones militares en Sayula favor de Vicente Guerrero durante la Revolución de la Acordada. Así, en agosto de 1828 participó en la Batalla de la Hacienda de San Isidro Mezatepec contra el coronel Ángel Benítez, que le destrozó su caballería, haciéndole más de doscientos prisioneros y huyendo el resto de la columna. 

## Rebeliones
En 1829 se pronuncia en favor de la candidatura del general Vicente Guerrero a presidente de la república. Con la caída del mismo y la victoria de la Rebelión del Ejército de Reserva y Protector de la Constitución y Leyes se lanza a la Rebelión de Vicente Guerrero, toma Sayula, realiza un Asalto sobre Tecolotlán y pasa a la zona de Michoacán junto con las fuerzas del general Gordiano Guzmán. Ya en el ocaso de la rebelión, participa en la Batalla de Sayula de 2 de febrero de 1831 junto con el general Gordiano Guzmán. Mantiene su actividad guerrillera contra el centralismo y el 2 de agosto de 1835 hace una nueva proclama. El 18 de mayo de 1838 se levanta en armas contra el gobierno de Antonio Escobedo. 
En 1841 se adhiere a la revuelta del general Mariano Paredes en Guadalajara y Veracruz que dio pie al Plan de Tacubaya y unificó a elementos centralistas y federalistas con el propósito de derrocar al general Anastasio Bustamante. 
El 2 de marzo de 1842 le fue concedido el grado de Coronel de Auxiliares de Caballería de Sonora por el presidente Antonio López de Santa Anna. En 1845 participa en la Rebelión del Gobernador Manuel de la Gándara. Al iniciarse la intervención norteamericana, el general Paredes salió de Jalisco con órdenes de reforzar el ejército del norte, pero se sublevó en San Luis Potosí contra el gobierno y dio inicio la Rebelión de Paredes, que tomó la Ciudad de México y derrocó al  presidente y general José Joaquín de Herrera. 
Ante esta situación, el 20 de mayo de 1846, el coronel Montenegro, el coronel José María Yáñez y el coronel J. Guadalupe Perdigón Garay, encabezaron el Levantamiento de Guadalajara de 1846, apresando al gobernador Antonio Escobedo, y proclamando la República, repudiando así los intentos monárquicos de Paredes y organizando las fuerzas para hacer campaña contra las fuerzas estadounidenses. El Congreso de Jalisco lo declaró Beneméritos del Estado por decreto número 5 expedido el 22 de diciembre de 1846. Se nombró gobernador provisional el licenciado Joaquín Angulo quién nombró a Montenegro Jefe del 1.er. contingente de tropas de Jalisco que combatieron en la Intervención estadounidense en México, y quién salió a combatir junto con el coronel el coronel José María Yáñez Carrillo y el licenciado José Guadalupe Perdigón Garay. 
Ese mismo año se desempeñó como diputado en el Congreso de Jalisco. En 1847, estableció una oficina de reclutamiento en Sayula. En 1848 fue nombrado vicegobernador, por lo que en diversas ocasiones fue gobernador y jefe político del 1.er. Cantón. En 1851 fue diputado federal pero fue apresado por el general Antonio López de Santa Anna por diferencias políticas, por lo que fue enviado preso al Castillo de San Juan de Ulúa y posteriormente desterrado a Nuevo León y de ahí a Nueva Orleáns; allí convivió con otros desterrados como Benito Juárez, José María Mata y Ponciano Arriaga, que integraron la Junta Revolucionaria.

## Revolución de Ayutla
En 1854 se adhiere al Plan de Ayutla del general Juan N. Álvarez y comienza a desempeñar diversas comisiones civiles y militares en el estado de Jalisco. Durante la Revolución de Ayutla, en 1855, el general y en ese entonces gobernador de Jalisco José Santos Degollado lo nombra Segundo Jefe del 1.er. Batallón Prisciliano Sánchez de la Guardia Nacional. 

## Guerra de Reforma
En 1858, al inicio de la Guerra de Reforma, fue presidente de la Junta de Seguridad de Guadalajara y a la llegada del general Pedro Ogazón le otorgó el mando del Batallón Independencia. Acompañó junto con su hijo el coronel José María Montenegro a Benito Juárez en su salida de Guadalajara el 19 de marzo de 1958 con dirección a Manzanillo, al lado de todos sus ministros y otros empleados públicos, a las órdenes del Coronel Francisco Iniestra. 
Participó en el combate de Santa Ana Acatlán, donde la comitiva fue atacada por los generales Antonio Landa y José Quintanilla. Una vez superado el ataque, salió con rumbo a los municipios de Zacoalco, Atemajac de las Tablas y San Gabriel hasta llegar a la Barranca de Beltrán camino hacia Colima, a donde llegó el 26 del mismo mes, y de ahí hasta Manzanillo. El 16 de septiembre de 1859 recibe el nombramiento de comandante militar de Tapalpa, Atemajac y pueblos de esa neurálgica zona; tocándole además, por deseo expreso de Juárez, formar parte de la escolta que lo protegió durante su viaje de Guadalajara a Manzanillo.

## Últimos años
En 1874 fue elegido nuevamente diputado en el Congreso de Jalisco. En 1866, desempeñó provisionalmente la gobernatura del Estado al huir el gobierno imperialista de Guadalajara. El presidente Juárez lo nombró en 1869 socio de la Compañía Lancasteriana de México que patrocinaba el sistema de educación más avanzado de la época. En 1871 fue Presidente de la Junta Lancasteriana en Jalisco. En 1875 fue nombrado Director de la Imprenta del Gobierno. 
En 1874 fue elegido diputado para la V Legislatura del Congreso de Jalisco por el Distrito 11, donde se desempeñó en la Primera Comisión Revisora de Credenciales junto al diputado José María de Jesús Hernández; y en la Comisión de Guerra. 
En 1876 fue elegido diputado para la VI Legislatura del Congreso de Jalisco por el Distrito 1, donde se desempeñó en la Comisión de Guerra. En 1878 fue elegido diputado para la VII Legislatura del Congreso de Jalisco por el Distrito 1, donde se desempeñó en la Comisión de Guerra. En 1880 fue elegido diputado para la VIII Legislatura del Congreso de Jalisco por el Distrito 1, donde se desempeñó en la Segunda Comisión Revisora de Credenciales junto a los diputados Silverio González y José G. González; y en la Comisión de Guerra. 
En 1880 fue Senador Suplente por Jalisco en el gobierno del Lic. Ignacio L. Vallarta; desde entonces, fue nombrado jefe político del 1.er. Cantón en Guadalajara hasta su muerte el 21 de marzo de 1885, con 84 años en Guadalajara, Jalisco. Fue sepultado en el Cementerio de Belén de esa ciudad.